# Покупательная способность денег
Покупательная способность денег — экономический показатель, выражает способность денежной единицы страны обмениваться на заданное количество товаров и услуг. Представляет собой меновую стоимость, то есть пропорцию, установленную между деньгами и товарами или услугами. Покупательная способность денег зависит от множества факторов, связанных как с деньгами, так и с товарами или услугами: цены на товары или услуги (если они имеются в наличии по этим ценам), инфляция, количество товаров или бумажных денег в обращении, стоимость денежного металла и тому подобное. Покупательная способность денег связана с платёжеспособным спросом населения.
Чем выше цены, тем ниже покупательная способность денег, поскольку на одну денежную единицу можно приобрести меньшее количество товаров или услуг. Поэтому при инфляции возникает так называемое «бегство от денег», когда люди стремятся обменять деньги на материальные блага. Те же, кто во время инфляции сохраняют деньги, платят так называемый «инфляционный налог», равный разнице покупательной способности денег в начале и в конце периода инфляции. Покупательная способность денег равняется номинальной массе денег, делённой на уровень цен.